# VikingaTider

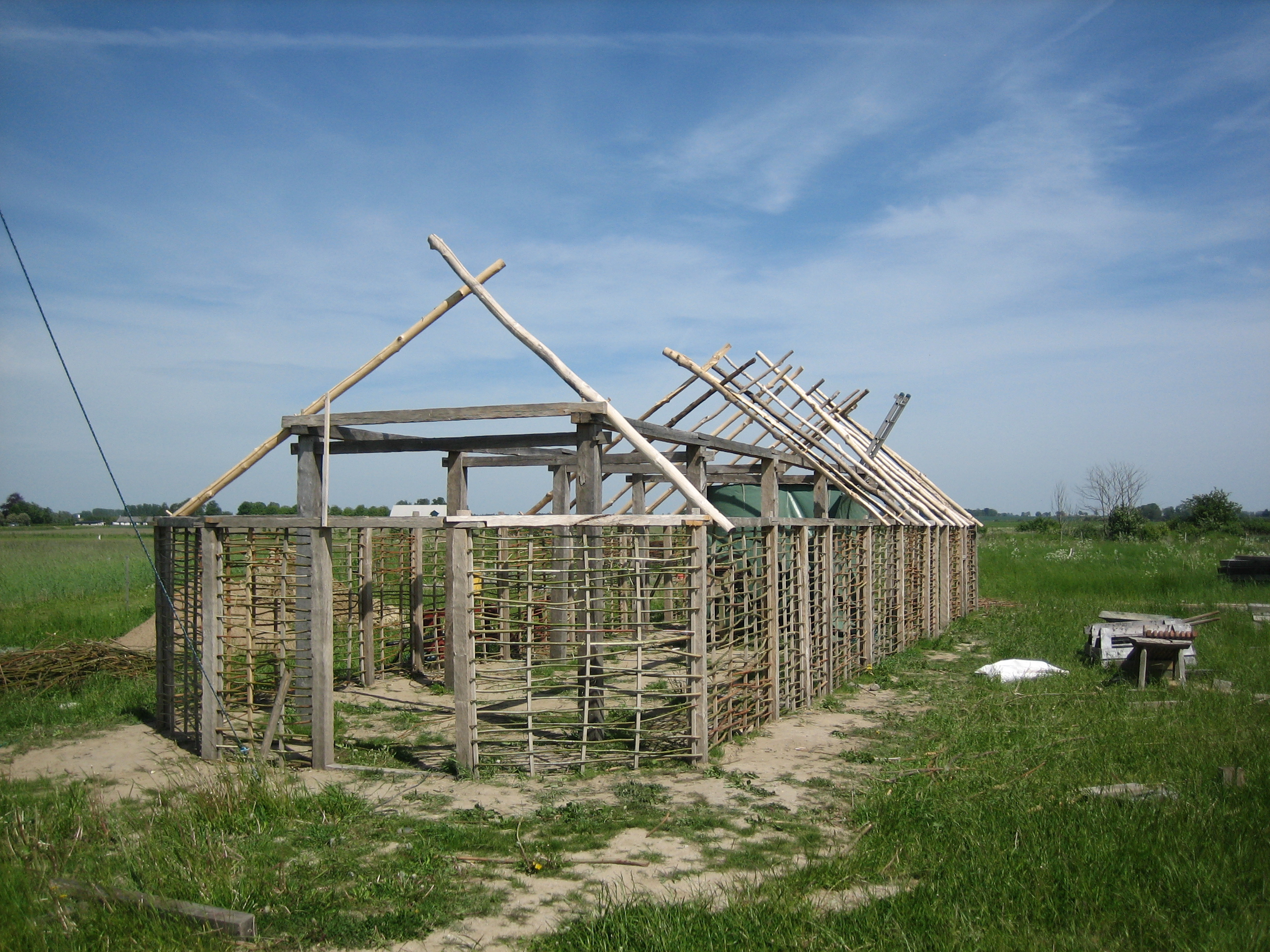
VikingaTider

VikingaTider is een museum in het Zweedse Löddeköpinge. Het museum belicht de tijd van de Vikingen. Het openluchtmuseum bestaat uit een vikingdorp met gereconstrueerde gebouwen (Löddetofta gilleshall, Sigrids gård) en replica's van vikingschepen.